# Estación de Vado-Cervera
Vado-Cervera también Vado-Cervera del Río Pisuerga es una estación ferroviaria situada en el municipio español de Dehesa de Montejo en la provincia de Palencia, comunidad autónoma de Castilla y León. Forma parte de la red de ancho métrico de Adif, operada por Renfe Operadora a través de su división comercial Renfe Cercanías AM. Cuenta con servicios regionales de la línea R-4f, que une Léon con Bilbao.

## Situación ferroviaria
La estación se encuentra situada en el punto kilométrico 130,9 de la línea férrea de ancho métrico de La Robla y León a Bilbao, conocido como Ferrocarril de La Robla, entre las estaciones de Castrejón de la Peña y Salinas de Pisuerga, a 1036 metros de altitud. El kilometraje es el histórico, tomando la estación de La Robla como punto de partida. El tramo es de vía única y no está electrificado. Según Adif, la denominación oficial de la línea a la que pertenece la estación es la 08-790: Asunción Universidad-Aranguren.

## Historia
Situada en la cuenca minera de la Montaña Palentina, en la zona se explotó principalmente la extracción de hulla y antracita, concretamente en la cuenca de antracita que se extiende desde León hasta Cervera de Pisuerga. Esto supuso un importante desarrollo económico y demográfico para la zona desde el siglo XIX que se vio impulsado sobre todo por el ferrocarril de La Robla.
Tras la ceremonia de inauguración de la línea el 11 de agosto de 1894, la estación fue abierta al tráfico el 14 de septiembre de 1894 con la puesta en marcha del tramo Cistierna-Sotoscueva no quedando La Robla y Bilbao finalmente unidas sin transbordo en Valmaseda hasta el 15 de diciembre de 1902. Forma parte de las estaciones originales de la línea.
Las obras y la explotación inicial de la concesión corrieron a cargo de la Sociedad del Ferrocarril Hullero de La Robla a Valmaseda, S.A.,  que a partir de 1905 pasó a denominarse Ferrocarriles de La Robla, S.A.
En 1972, FEVE obtuvo la explotación de la línea debido a la decadencia padecida por la misma, provocada por la falta de rentabilidad que sufrió la industria del carbón. La situación no mejoró y finalmente bajo el mandato de la empresa pública la explotación empeoró y la línea se cerró en 1991.
Este cierre no tuvo buena acogida por los vecinos de las zonas afectadas que pidieron la reapertura del ferrocarril. A partir de 1993, la línea comenzó a prestar servicio por tramos y el 19 de mayo de 2003, merced a un acuerdo con la Junta de Castilla y León, se reanudó el tráfico de viajeros entre León y Bilbao. El 1 de enero de 2013, se disolvió la empresa FEVE en un intento del gobierno por unificar vía ancha y estrecha, encomendándose la titularidad de las instalaciones ferroviarias a Adif y la explotación de los servicios ferroviarios a Renfe Operadora, distinguiéndose la división comercial de Renfe Cercanías AM para los servicios de pasajeros y de Renfe Mercancías para los servicios de mercancías.

## La estación
Localizada en el barrio de la estación, se accede a ella en un desvío a la altura del km 210 de la carretera autonómica CL-626, tras atravesar el casco urbano de la población, en un entorno de gran belleza. El edificio de viajeros es de dos plantas con tres vanos por costado y planta y tejado a dos aguas, con marquesina en toda la extensión del edificio. Se presenta en disposición lateral, a la derecha de las vías en kilometraje ascendente. Frente al mismo discurre la vía principal. Seguidamente, se encuentra el andén central, con acceso a dos vías derivadas, totalizando un total de tres vías y dos andenes. El andén ha sido recrecido en un lateral, para no tapar el edificio, estando el almacén rehabilitado. La estación toma el nombre de la pedanía de Vado y el núcleo principal de Cervera de Pisuerga, localizados en el municipio situado más al norte. Está catalogada como de categoría 5.

## Servicios ferroviarios

### Regionales
Los trenes regionales que realizan el recorrido León - Bilbao (línea R-4f) tienen parada en la estación. Su frecuencia es de 1 tren diario por sentido. En las estaciones en cursiva, la parada es discrecional, es decir, el tren se detiene si hay viajeros a bordo que quieran bajar o viajeros en la parada que manifiesten de forma inequívoca que quieren subir. Este sistema permite agilizar los tiempos de trayecto reduciendo paradas innecesarias.
Las conexiones ferroviarias entre Vado-Cervera y el resto de estaciones de la línea, para los trayectos regionales, se efectúan exclusivamente con composiciones de la serie 2700
| Línea | Origen/Destino   | Paradas intermedias | Destino/Origen |
| ----- | ---------------- | --- | -------------- |
|       | Bilbao Concordia | Amézola · Basurto Hospital · Zorroza-Zorrozgoiti · Iráuregui · Zaramillo · Sodupe · Aranguren · Aranguren-Apeadero · Zalla · Valmaseda · Arla-Berrón · Ungo-Nava · Mercadillo-Villasana · Cadagua · Bercedo-Montija · Quintana · Espinosa de los Monteros · Redondo · Sotoscueva · Pedrosa · Dosante Cidad · Robredo Ahedo · Soncillo · Cabañas de Virtus · Arija · Llano · Las Rozas de Valdearroyo · Montes Claros · Los Carabeos · Mataporquera · Cillamayor · Salinas de Pisuerga · Vado-Cervera · Castrejón de la Peña · Villaverde-Tarilonte · Santibáñez de la Peña · Guardo-Apeadero · Guardo · La Espina · Valcuende · Puente Almuhey · Cerezal de la Guzpeña · Prado de la Guzpeña · La Llama de la Guzpeña · Valle de las Casas · Sorriba · Cistierna · La Ercina · Boñar · La Vecilla · Matallana · San Feliz · Asunción/Universidad · Ventas/San Mamés | León-Matallana |